# Bulbinella floribunda
Bulbinella floribunda là một loài thực vật có hoa trong họ Thích diệp thụ. Loài này được (Aiton) T.Durand & Schinz miêu tả khoa học đầu tiên năm 1894.